# اچ‌دی ۲۷۸۹۴
اچ‌دی ۲۷۸۹۴ یک ستاره است که در صورت فلکی تور قرار دارد.